# Surlemez
Surlemez est un hameau de la commune de Héron, en province de Liège (Région wallonne de Belgique).
Avant la fusion des communes de 1977, Surlemez faisait partie de la commune de Couthuin.

## Situation
Cette localité de Hesbaye est située sur les hauteurs et au sud-ouest du village de Couthuin. Elle avoisine Sur-les-Trixhes et Marsinne. La colline de Surlemez culmine à l'altitude de 219 m soit environ 140 m au-dessus du niveau de la Meuse qui coule à quelque 2 km plus au sud. Entre le hameau et le fleuve, le versant pentu et boisé (bois de Wanhériffe) est parcouru par plusieurs petits ruisseaux.

## Patrimoine
L’église dédiée aux Saints Anges Gardiens a été construite dans un style néo-gothique de 1866 à 1868 d'après les plans de l’architecte Jean-Lambert Blandot (1835-1885). L'édifice bâti en briques possède trois nefs et un chœur terminé par un chevet plat.

## Activités
Surlemez possède deux écoles sises de part et d'autre de l'église : l'école libre Saint-François de Sales implantée rue de Surlemez et l'école communale située à la rue des Écoles.